# Ateuchus zoebischi
Ateuchus zoebischi – gatunek chrząszcza z rodziny poświętnikowatych i plemienia Ateuchini.
Gatunek ten opisany został w 1996 roku przez Berta Kohlmanna.
Ciało długości od 5,4 do 6,8 mm i szerokości od 3,4 do 4,2 mm, jajowato-owalne i wypukłe, ciemnobrązowe do czarnego ze złotozielonym połyskiem na głowie, przedpleczu i czasem też pokrywach. Zaokrąglone zęby nadustka są rozdzielone szerokim u samców i umiarkowanie szerokim u samic V-kształtnym wcięciem. Przedplecze niecałkowicie obrzeżone z przodu, ziarenkowane, a na dysku szagrynowane. Rzędy pokryw słabo wgłębione, u wierzchołka silniej. Powierzchnia pokryw i całkowicie obrzeżonego pygidium drobno punktowana. Samiec ma wewnętrzną torebkę edeagusa wyposażoną w kolce, trzy haczyki i tyleż blaszek wierzchołkowych.
Chrząszcz neotropikalny, znany wyłącznie z Kostaryki.